# Epacmus nebritis
Epacmus nebritis är en tvåvingeart som beskrevs av Daniel William Coquillett 1894. Epacmus nebritis ingår i släktet Epacmus och familjen svävflugor. Inga underarter finns listade i Catalogue of Life.